# Communauté rurale de Tankanto Escale
La communauté rurale de Tankanto Escale est une communauté rurale du Sénégal située au centre-sud du pays. 
Elle fait partie de l'arrondissement de Dioulacolon, du département de Kolda et de la région de Kolda.